# Pediobopsis spenceri
Pediobopsis spenceri är en stekelart som beskrevs av Girault 1913. Pediobopsis spenceri ingår i släktet Pediobopsis och familjen finglanssteklar. Inga underarter finns listade i Catalogue of Life.